# SN 2008fp
SN 2008fp – supernowa typu Ia odkryta 11 września 2008 roku w galaktyce E428-G14. W momencie odkrycia miała maksymalną jasność 13,50m.